# Pierre Louis André Sabathier
Pierre Louis André Sabathier, né le 29 novembre 1739 à Sury-près-Léré et mort le 20 décembre 1813 à Léré, est un homme politique français.

## Biographie
Par son père, Sabathier est issu d'une vieille famille de petite judicature. Il est le fils de Pierre Sabathier, bourgeois à Léré, et d'Anne de Ponnard, descendante de gentilshommes verriers.
En 1765 il épouse Marie-Anne Achet, fille d'un notaire et procureur fiscal de la justice à Léré. Il recueille quelques mois plus tard la charge de son beau-père et y ajoute à celle de notaire royal en 1768. Il pratique aussi les fructueuses activités de fermier.
Devenu un notable influent, il entame naturellement une carrière politique avec la Révolution. Proche de l'évêque Torné, il est élu député du Cher à l'Assemblée nationale législative le 31 août 1791, par 206 voix sur 274.
Toutefois le député léréen n'est qu'une ombre à l'Assemblée, puisqu'il n'apparait pas une seule fois à la tribune. Il s'enferme apparemment dans les bureaux du comité des assignats dont il est membre et ne fait jamais parler de lui. 
Son mandat terminé, il retourne dans le Cher et est élu le 10 novembre 1792 membre du conseil du département, bientôt dissout. En 1793 puis en l'an II, le voici membre du comité de surveillance du canton de Léré et siégeant au conseil du district de Sancerre. 
Le 25 brumaire an IV (16 novembre 1795) le Directoire le nomme commissaire du pouvoir exécutif dans le canton de Léré. Le 20 vendémiaire an VI (11 octobre 1797) il est remplacé par son fils, peu regretté par le procureur général syndic du département, Heurtault de Lammerville, qui juge son républicanisme fort tiède. 
Désormais effacé de la vie publique, il figure encore parmi la liste des notables départementaux dressée en l'an X. Il n'est pourtant que simple électeur et conseiller de l'arrondissement de Sancerre. Néanmoins son assise patrimoniale est fort solide, sa fortune étant évaluée en l'an XII à 300 000 F.
Il meurt en 1813, à l'âge de 74 ans.